# The Box Set
The Box Set est un coffret regroupant des enregistrements du groupe de hard rock New-Yorkais Kiss, couvrant l'ensemble de leur carrière de 1966 à 1999. Il contient un total de 94 pistes réparties sur 5 CD, dont 30 inédits qui sont pour la plupart des démos, des chutes de studio et des enregistrements live, ainsi qu'un livret en couleurs de 120 pages richement illustré comprenant des informations détaillés et des commentaires du groupe pour chacune des chansons retenues.
The Box Set s'est classée 128e au Billboard 200 et a été certifiée disque d'or par la RIAA le 18 décembre 2001.

## Liste des titres
Note : l'origine désigne les albums dont sont issus les différents titres. Lorsque l'origine est mentionnée entre parenthèses, elle se rapporte à un titre présent sur un album, mais proposé dans une version différente.

### Disc One 1966-1975
| No  | Titre                           | Auteur                     | Origine            | Durée |
| --- | ------------------------------- | -------------------------- | ------------------ | ----- |
| 1.  | Strutter (demo)                 | Paul Stanley, Gene Simmons | (Kiss)             | 4:58  |
| 2.  | Deuce (demo)                    | Simmons                    | (Kiss)             | 3:26  |
| 3.  | Keep Me Waiting                 | Stanley                    | Wicked Lester      | 3:24  |
| 4.  | She                             | Simmons, Steve Coronel     | Wicked Lester      | 3:08  |
| 5.  | Love Her All I Can              | Stanley                    | Wicked Lester      | 2:41  |
| 6.  | Let Me Know (demo)              | Stanley                    | (Kiss)             | 3:37  |
| 7.  | 100,000 Years (demo)            | Simmons, Stanley           | (Kiss)             | 5:53  |
| 8.  | Stop, Look To Listen (demo)     | Stanley                    | inédit             | 4:01  |
| 9.  | Leeta (demo)                    | Simmons                    | inédit             | 2:28  |
| 10. | Let Me Go, Rcok 'N' Roll (demo) | Simmons, Stanley           | (Hotter Than Hell) | 4:04  |
| 11. | Acrobat (live)                  | Simmons, Ace Frehley       | inédit             | 6:20  |
| 12. | Firehouse (demo)                | Stanley                    | (Kiss)             | 4:35  |
| 13. | Nothin' To Lose                 | Simmons                    | Kiss               | 3:27  |
| 14. | Black Diamond                   | Stanley                    | Kiss               | 5:11  |
| 15. | Hotter Than Hell                | Stanley                    | Hotter Than Hell   | 3:31  |
| 16. | Strange Ways                    | Frehley                    | Hotter Than Hell   | 3:18  |
| 17. | Parasite                        | Frehley                    | Hotter Than Hell   | 3:03  |
| 18. | Goin' Blind                     | Simmons, Coronel           | Hotter Than Hell   | 3:36  |
| 19. | Anything For My Baby            | Stanley                    | Dressed To Kill    | 2:32  |
| 20. | Ladies In Waiting               | Simmons                    | Dressed To Kill    | 2:31  |
| 21. | Rock And Roll All Nite          | Simmons, Stanley           | Dressed To Kill    | 2:46  |

### Disc Two 1975-1977
| No  | Titre                             | Auteur                            | Origine              | Durée |
| --- | --------------------------------- | --------------------------------- | -------------------- | ----- |
| 1.  | C'mon And Love Me (live)          | Stanley                           | Alive!               | 3:09  |
| 2.  | Rock Bottom (live)                | Stanley, Frehley                  | Alive!               | 4:51  |
| 3.  | Cold Gin (live)                   | Frehley                           | Alive!               | 5:09  |
| 4.  | Watchin' You (live)               | Simmons                           | Alive!               | 3:54  |
| 5.  | Doncha Hesitate (demo)            | Stanley                           | inédit               | 2:40  |
| 6.  | Mad Dog (demo)                    | Simmons                           | inédit               | 2:32  |
| 7.  | God Of Thunder (demo)             | Stanley                           | (Destroyer)          | 2:53  |
| 8.  | Great Expectations                | Simmons, Bob Ezrin                | Destroyer            | 4:21  |
| 9.  | Beth                              | Peter Criss, Stan Penridge, Ezrin | Destroyer            | 2:45  |
| 10. | Do You Love Me                    | Stanley, Ezrin, Kim Fowley        | Destroyer            | 3:32  |
| 11. | Bad, Bad Lovin' (demo)            | Simmons                           | inédit               | 3:43  |
| 12. | Calling Dr. Love                  | Simmons                           | Rock And Roll Over   | 3:44  |
| 13. | Mr. Speed (demo)                  | Stanley, Sean Delaney             | (Rock And Roll Over) | 3:34  |
| 14. | Christine Sixteen                 | Simmons                           | Love Gun             | 3:14  |
| 15. | Hard Luck Woman                   | Stanley                           | Rock And Roll Over   | 3:34  |
| 16. | Shock Me                          | Frehley                           | Love Gun             | 3:46  |
| 17. | I Stole Your Love                 | Stanley                           | Love Gun             | 3:04  |
| 18. | I Want You (soundcheck recording) | Stanley                           | (Rock And Roll Over) | 3:29  |
| 19. | Love Gun (demo)                   | Stanley                           | (Love Gun)           | 3:23  |
| 20. | Love Is Blind (demo)              | Simmons                           | inédit               | 2:46  |

### Disc Three 1976-1982
| No  | Titre                                                 | Auteur                                 | Origine                | Durée |
| --- | ----------------------------------------------------- | -------------------------------------- | ---------------------- | ----- |
| 1.  | Detroit Rock City                                     | Stanley, Ezrin                         | Destroyer              | 3:55  |
| 2.  | King Of The Night Time World (live)                   | Stanley, Ezrin, Fowley, Mark Anthony   | Alive II               | 3:03  |
| 3.  | Larger Than Life                                      | Simmons                                | Alive II               | 3:59  |
| 4.  | Rocket Ride                                           | Frehley, Delaney                       | Alive II               | 4:07  |
| 5.  | Tonight You Belong To Me                              | Stanley                                | Paul Stanley           | 4:40  |
| 6.  | New York Groove                                       | Russ Ballard                           | Ace Frehley            | 3:00  |
| 7.  | Radioactive (demo)                                    | Simmons                                | (Gene Simmons)         | 3:09  |
| 8.  | Don't You Let Me Down                                 | Criss, Penridge                        | Peter Criss            | 3:40  |
| 9.  | I Was Made For Lovin' You                             | Stanley, Vincent Poncia, Desmond Child | Dynasty                | 4:30  |
| 10. | Sure Know Something                                   | Stanley, Poncia                        | Dynasty                | 3:59  |
| 11. | Shandi                                                | Stanley, Poncia                        | Unmasked               | 3:36  |
| 12. | You're All That I Want, You're All That I Need (demo) | Simmons                                | inédit                 | 4:17  |
| 13. | Talk To Me (live)                                     | Frehley                                | (Unmasked)             | 3:40  |
| 14. | A World Without Heroes                                | Simmons, Stanley, Ezrin, Lou Reed      | Music from "The Elder" | 2:40  |
| 15. | The Oath                                              | Stanley, Ezrin, Tony Powers            | Music from "The Elder" | 4:34  |
| 16. | Nowhere To Run                                        | Stanley                                | Killers                | 4:26  |
| 17. | Creatures Of The Night                                | Stanley, Adam Mitchell                 | Creatures of the Night | 4:03  |
| 18. | War Machine                                           | Simmons, Mitchell, Jim Vallance        | Creatures of the Night | 4:13  |
| 19. | I Love It Loud                                        | Simmons, Vincent Cusano                | Creatures of the Night | 4:15  |

### Disc Four 1983-1989
| No  | Titre                      | Auteur                               | Origine                  | Durée |
| --- | -------------------------- | ------------------------------------ | ------------------------ | ----- |
| 1.  | Lick It Up                 | Stanley, Vinnie Vincent              | Lick It Up               | 3:56  |
| 2.  | All Hell's Breaking Loose  | Eric Carr, Stanley, Simmons, Vincent | Lick It Up               | 4:34  |
| 3.  | Heaven's On Fire           | Stanley, Child                       | Animalize                | 3:20  |
| 4.  | Get All You Can Take       | Stanley                              | Animalize                | 3:43  |
| 5.  | Thrills In The Night       | Stanley, Jean Beauvoir               | Animalize                | 4:21  |
| 6.  | Tears Are Falling          | Stanley                              | Asylum                   | 3:55  |
| 7.  | Uh! All Night              | Stanley, Child, Beauvoir             | Asylum                   | 4:03  |
| 8.  | Time Traveler (demo)       | Stanley, Child                       | inédit                   | 4:57  |
| 9.  | Hell Or High Water         | Simmons, Bruce Kulick                | Crazy Nights             | 3:47  |
| 10. | Crazy, Crazy Nights        | Stanley, Mitchell                    | Crazy Nights             | 3:47  |
| 11. | Reason To Live             | Stanley, Child                       | Crazy Nights             | 4:00  |
| 12. | Let's Put The X In Sex     | Stanley, Child                       | Smashes, Thrashes & Hits | 3:50  |
| 13. | Hide Your Heart            | Stanley, Child, Holly Knight         | Hot in the Shade         | 4:25  |
| 14. | Ain't That Peculiar (demo) | Carr                                 | inédit                   | 3:10  |
| 15. | Silver Spoon               | Stanley, Poncia                      | Hot In The Shade         | 4:41  |
| 16. | Forever (single version)   | Stanley, Michael Bolton              | (Hot In The Shade)       | 3:50  |

### Disc Five 1992-1999
| No  | Titre                                           | Auteur                           | Origine                         | Durée |
| --- | ----------------------------------------------- | -------------------------------- | ------------------------------- | ----- |
| 1.  | God Gave Rock 'N' Roll To You II                | Ballard, Stanley, Simmons, Ezrin | Revenge                         | 5:20  |
| 2.  | Unholy                                          | Simmons, Vincent                 | Revenge                         | 3:25  |
| 3.  | Domino (demo)                                   | Simmons                          | (Revenge)                       | 4:03  |
| 4.  | Every Time I Look At You                        | Stanley, Ezrin                   | Revenge                         | 4:38  |
| 5.  | Comin' Home (live)                              | Stanley, Frehley                 | Kiss Unplugged                  | 2:51  |
| 6.  | Got To Choose (live)                            | Stanley                          | Kiss Unplugged (version vinyle) | 3:31  |
| 7.  | I Still Love You (live)                         | Stanley, Cusano                  | Kiss Unplugged                  | 5:00  |
| 8.  | Nothin' To Lose (live)                          | Simmons                          | Kiss Unplugged                  | 3:42  |
| 9.  | Childhood's End                                 | Simmons, Kulick, Tommy Thayer    | Carnival of Souls               | 5:26  |
| 10. | I Will Be There                                 | Stanley, Kulick, C. Cuomo        | Carnival of Souls               | 3:49  |
| 11. | Psycho Circus                                   | Stanley, Cuomo                   | Psycho Circus                   | 4:50  |
| 12. | Into The Void                                   | Frehley, Karl Cochran            | Psycho Circus                   | 4:22  |
| 13. | Within                                          | Simmons                          | Psycho Circus                   | 4:28  |
| 14. | I Pledge Allegiance to the State of Rock & Roll | Stanley, Knight, Cuomo           | Psycho Circus                   | 3:32  |
| 15. | Nothing Can Keep Me From You                    | Diane Warren                     | Detroit Rock City (film)        | 4:05  |
| 16. | It's My Life (original version)                 | Simmons, Stanley                 | inédit                          | 3:44  |
| 17. | Shout It Out Loud (live)                        | Stanley, Simmons, Ezrin          | Greatest Kiss                   | 3:37  |
| 18. | Rock And Roll All Nite (live)                   | Simmons, Stanley                 | Kiss Alive! 1975–2000           | 6:03  |